# Gina Carano
Gina Joy Carano (Dallas, 1982. április 16. –) amerikai színésznő, televíziós személyiség, fitneszmodell, visszavonult MMA küzdősportoló.

## Gyermekkora és tanulmányai
Édesanyja Dana Joy, édesapja Glenn Thomas Carano volt profi amerikai focista. Ginának egy nővére és egy húga van, Casey és Christie. A középiskolát Carano a Trinity Christian High Schoolban végezte el Las Vegasban. Az iskolában kosarazott, csapata megnyerte a Nevada állami bajnokságot. Pszichológia szakon végzett a University of Nevadán, ahol az egyetem színeiben röplabdázott és sotfballozott.

## Pályafutása

### Sportolóként
Harcművészeti karrierjét thai boksszal kezdte. Részt vett a Mixed Martial Arts, más néven Kevert Harcművészetek versenyén, a World Extreme Fightingban, Nevadában. Ellenfele Leiticia Pestova volt.
A Las Vegas-i World Pro Fighting show-ban Rosi Sextont győzte le, miután a második menetben kiütötte. Strike Force-ban Elaina Maxwellel került szembe, őt is legyőzte. Harcolt a Showtime 2007. február 10-i EliteXC-jében, ahol Julie Kedzie-t verte meg, és bekerült a Fight of the Nightba. Ez a küzdelem volt az első televíziós női harc a Showtime műsorában: 2007. szeptember 15-én hátsó fojtófogással legyőzte Tonya Evingert.

### Színészként
2008-ban szerepelt az Amerikai gladiátorok című sorozatban. Színészi karrierjében a 2019–20-as The Mandalorian című televíziós sorozat jelentette az áttörést. A sorozat első két évadjában Cara Dune szerepét alakította. 2021 februárjában a sorozatot készítő Lucasfilm bejelentette, hogy a színésznő a harmadik évadra nem fog visszatérni a sorozatba. A cég azután döntött a közös munka megszüntetése mellett, hogy Carano vitatott tartalmú, a Lucasfilm által „elfogadhatatlannak” tartott bejegyzést tett közzé a közösségi médiában: Carano egy, az Instagram-oldalára feltöltött fénykép alatt az amerikai konzervatívok helyzetét a náci Németországban élő zsidókéhoz hasonlította.

## Filmográfia

### Film

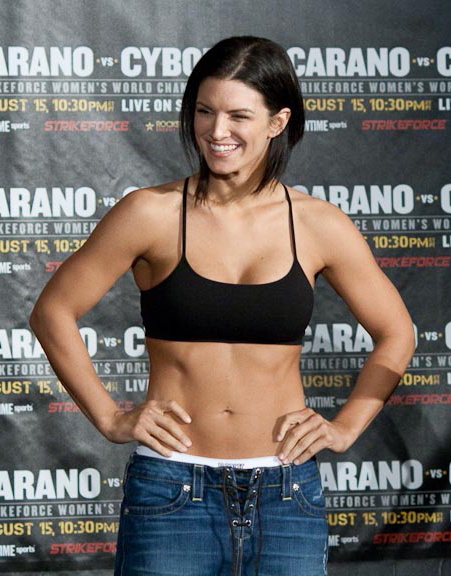
A Cris Cyborg elleni 2009-es mérkőzés mérlegelése előtt

| Év   | Magyar cím                | Eredeti cím           | Szerep           | Magyar hang          | Rendező           |
| ---- | ------------------------- | --------------------- | ---------------- | -------------------- | ----------------- |
| 2009 | Vér és csont              | Blood and Bone        | Veretta Vendetta | Trokán Nóra[forrás?] | Ben Ramsey        |
| 2011 | A bűn hálójában           | Haywire               | Mallory Kane     | Peller Anna          | Steven Soderbergh |
| 2013 | Halálos iramban 6.        | Fast & Furious 6      | Riley Hicks      | Haumann Petra        | Justin Lin        |
| 2014 | Kontroll nélkül           | In the Blood          | Ava              | Peller Anna          | John Stockwell    |
| 2015 | A 657-es járat            | Heist                 | Kris Bajos járőr | Román Judit          | Scott Mann        |
| 2015 | Mentőakció                | Extraction            | Victoria         | Trokán Nóra          | Steven C. Miller  |
| 2016 | Deadpool                  | Deadpool              | Angyalpor        | Trokán Nóra          | Tim Miller        |
| 2016 | Kickboxer: A bosszú ereje | Kickboxer: Vengeance  | Marcia           | Solecki Janka        | John Stockwell    |
| 2018 |                           | Scorched Earth        | Atticus Gage     |                      | Peter Howitt      |
| 2019 |                           | Madness in the Method | Carrie           |                      | Jason Mewes       |
| 2019 | Hajsza a vadonban         | Daughter of the Wolf  | Clair Hamilton   | Trokán Nóra          | David Hackl       |

### Televízió
| Év        | Magyar cím       | Eredeti cím     | Szerep       | Megjegyzések                             |
| --------- | ---------------- | --------------- | ------------ | ---------------------------------------- |
| 2007      | Kemény szépségek | Fight Girls     | mentor       | állandó szereplő                         |
| 2014      | Emberi tényező   | Almost Human    | XRN "Danica" | 1 epizód                                 |
| 2019–2020 | A Mandalóri      | The Mandalorian | Cara Dune    | - 7 epizód - magyar hangja: - Dobó Enikő |

### Videójátékok
| Év   | Cím                            | Szerep                   |
| ---- | ------------------------------ | ------------------------ |
| 2008 | Command & Conquer: Red Alert 3 | Natasha Volkova (hangja) |
| 2013 | Fast & Furious: Showdown       | Riley Hicks (hangja)     |